# Listă de actori neerlandezi
Aceasta este o listă de actori neerlandezi.

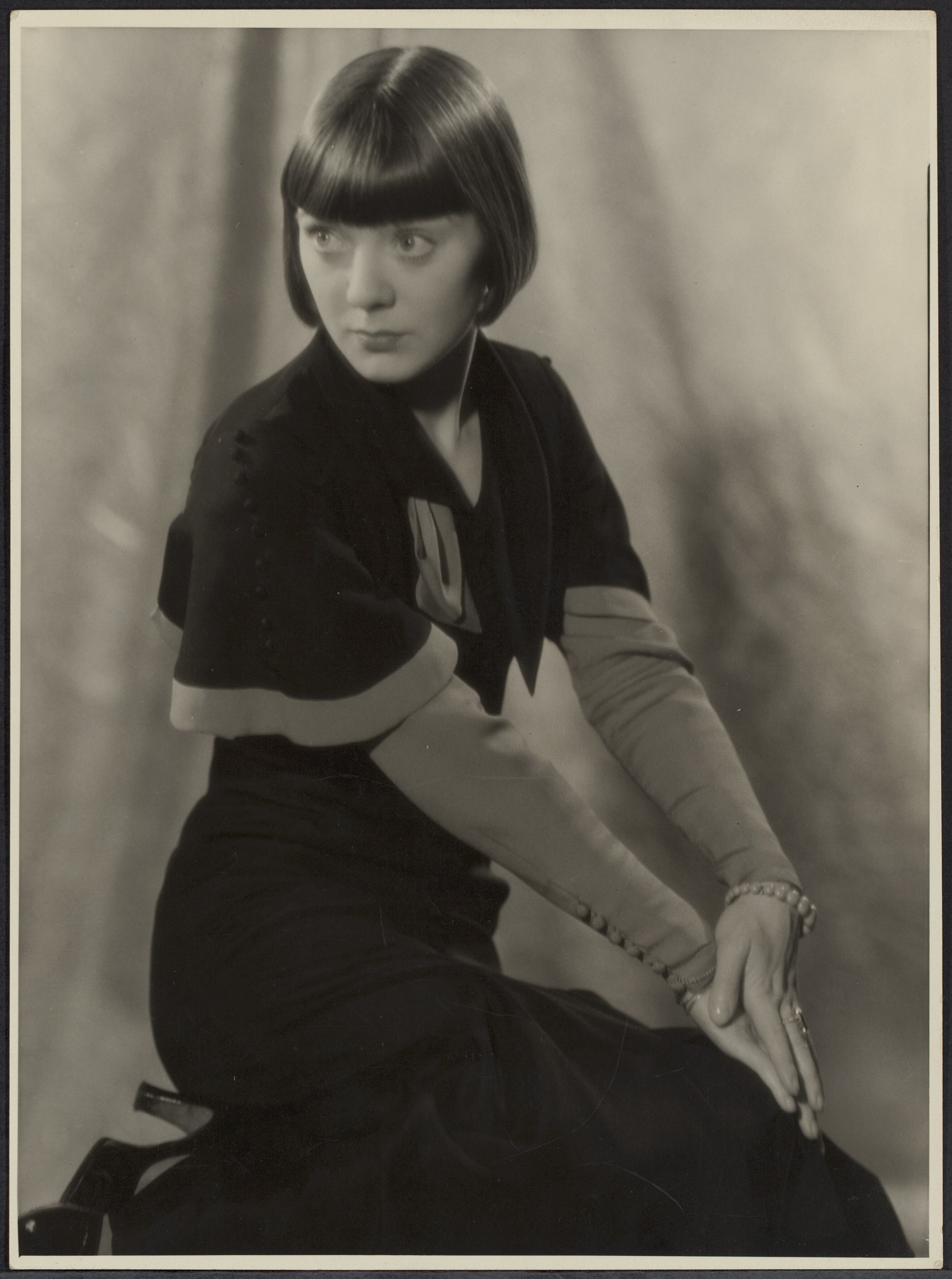
Truus van Aalten

Cuprins: Început - 0–9 A B C D E F G H I J K L M N O P Q R S T U V W X Y Z

## A
- Truus van Aalten
- Ahmed Salah Abdelfatah
- Achmed Akkabi
- Dorona Alberti
- Yasmine Allas
- Bert André
- Nathalie Alonso Casale
- Jenny Arean
- Jandino Asporaat
- Mohammed Azaay

## B

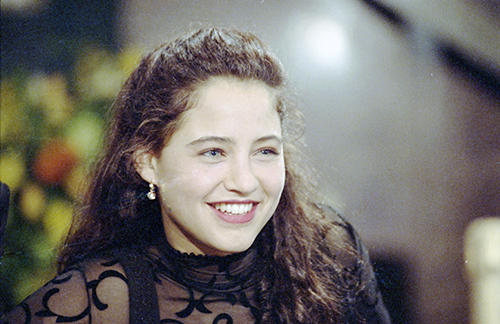
Esmée de la Bretonière

- Peter de Baan
- Chris Baay
- Dragan Bakema
- Charlotte Bakker
- Femke Bakker
- Maaike Bakker
- Marijke Bakker
- Merel Baldé
- Annelies Balhan
- Narsingh Balwantsingh
- Piet Bambergen
- Sarah Bannier
- Edda Barends
- Lucia Barreto
- Walter Bart
- Tamar Baruch
- Wim Bary
- Tabe Bas
- Remco Bastiaansen
- Julia Batelaan
- Ed Bauer
- Arijan van Bavel
- Walid Benmbarek
- Wim de Bie
- Ludi Boeken
- Lily Bouwmeester
- Esmée de la Bretonière
- Robert ten Brink
- Herman Brood
- Martin Brozius

## C
- Kitty Courbois

## D
- Maruschka Detmers
- Lien Deyers
- Wendy van Dijk
- Wieteke van Dort

## E
- Arjan Ederveen
- Mamoun Elyounoussi

## F
- Nelly Frijda

## H

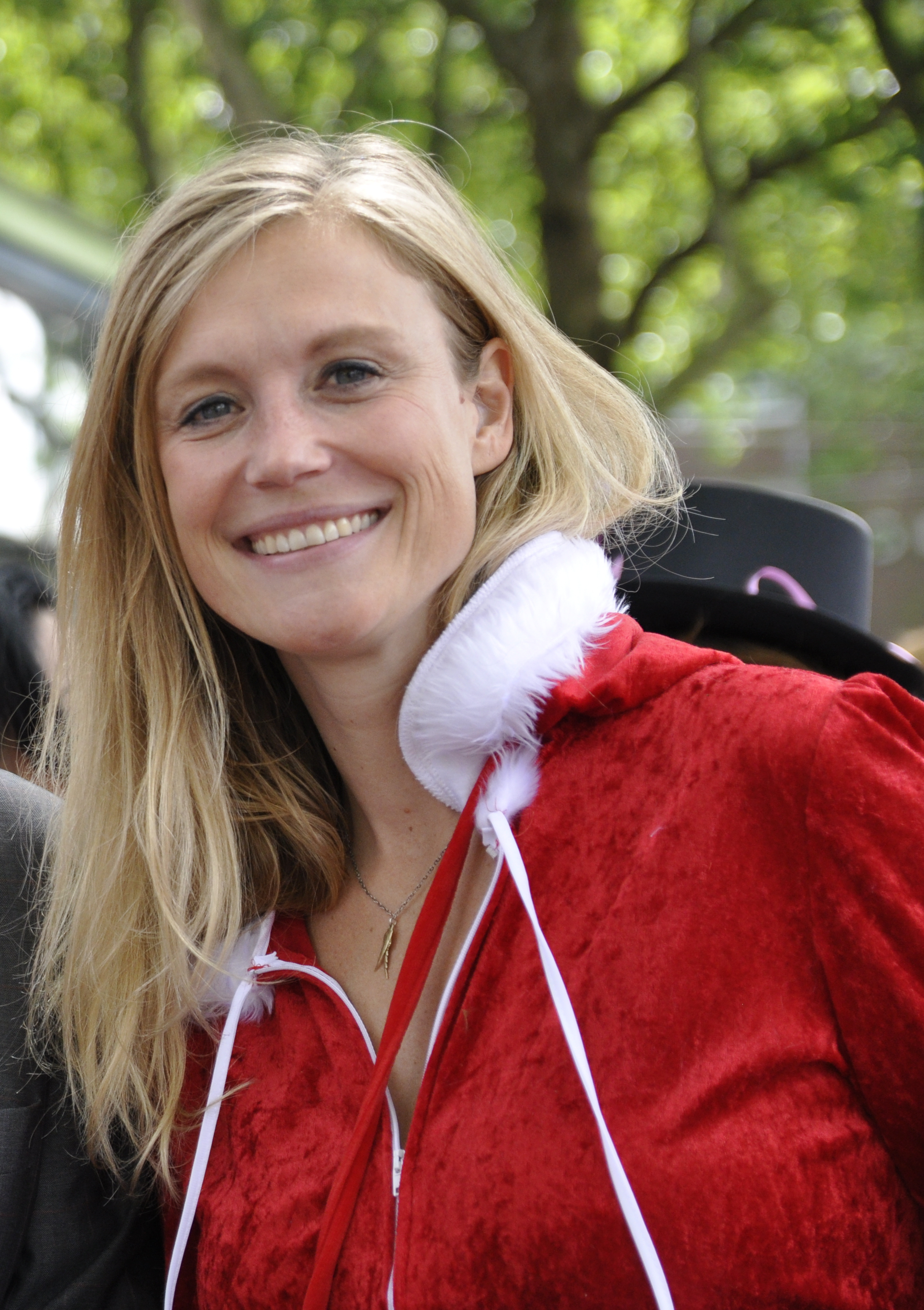
Sophie Hilbrand, 2012

- Adriaan van Hees
- Hein van der Heijden
- Rutger Hauer
- Monic Hendrickx
- Kenneth Herdigein
- Sophie Hilbrand
- Micky Hoogendijk

## J
- Famke Janssen

## K
- Jean Koning
- Jeroen Krabbé
- Sylvia Kristel
- Doutzen Kroes

## L
- Rik Launspach
- Paul de Leeuw

## M
- Sylvie Meis

## O
- Cahit Ölmez
- Mimoun Ouled Radi

## P
- Melisa Aslı Pamuk
- Tommy Parker
- Celine Prins

## R
- Tooske Ragas

## S

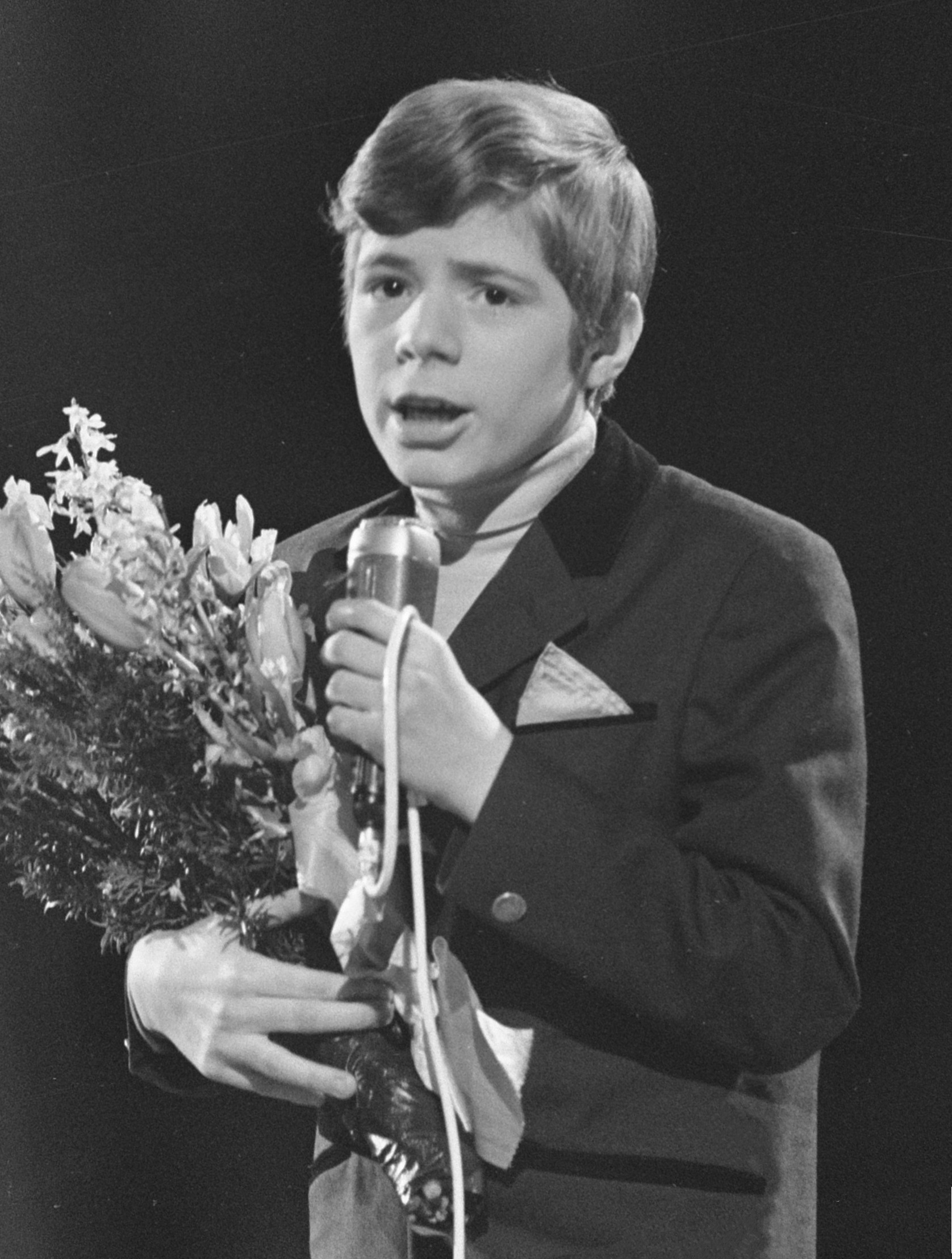
Heintje Simons, 1970

- Semmy Schilt
- Wim T. Schippers
- Daan Schuurmans
- Heintje Simons
- Renée Soutendijk
- Johanna ter Steege
- Otto Sterman
- Thérèse Steinmetz
- Ron Smoorenburg

## U
- Rik van Uffelen

## V

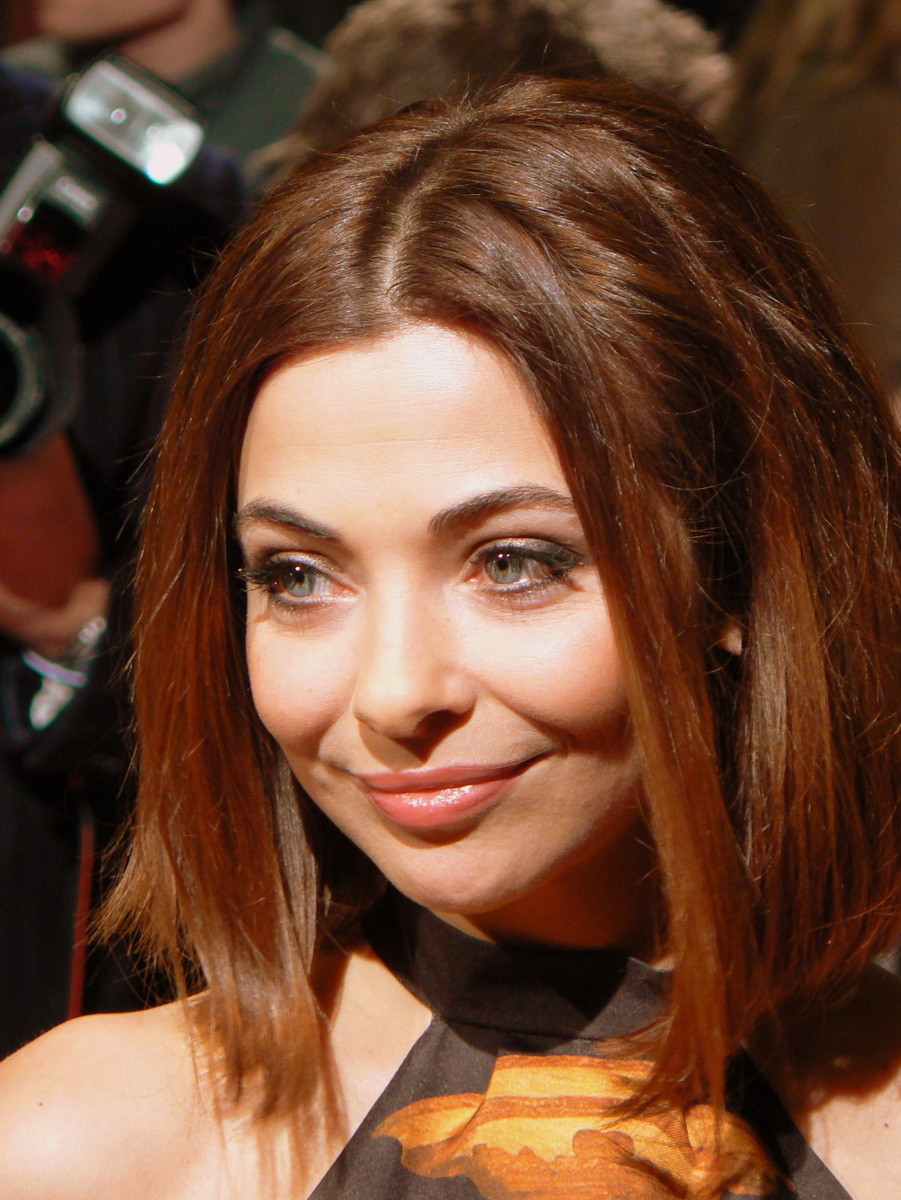
Georgina Verbaan

- Monique van de Ven (De Johnsons 1992)
- Marly van der Velden
- Georgina Verbaan
- Willemijn Verkaik
- Lucie Visser
- Eric de Vroedt

## W
- Ilse Warringa
- Ruben van Weelden
- Sarah Wiedenheft

## Z
- Henri van Zanten
- Olga Zuiderhoek

## Vezi și
- Listă de regizori neerlandezi

Format:Cinematografia olandeză